# 木瀬村
木瀬村（きせむら）は、群馬県の中部、勢多郡に属していた村。
「木瀬」の名は当地を流れる桃木川・広瀬川の名称に由来する。

## 地理
- 河川：広瀬川、桃ノ木川、荒砥川、韮川

## 歴史
- 1889年（明治22年）4月1日 - 町村制施行により、天川大島村、上大島村、女屋村、上長磯村、東上野村、野中村、下長磯村、小島田村、小屋原村、下大島村、笂井村、上増田村、下増田村、駒形新田が合併し南勢多郡木瀬村が成立する。
- 1896年（明治29年）4月1日 - 南勢多郡と東群馬郡が統合し勢多郡となる[2]。
- 1906年（明治39年）5月20日 - 駒形新田の駒形への改称が群馬県知事によって許可される[3]。
- 1955年（昭和30年）4月1日 - 村の一部（天川大島、上大島、女屋、上長磯、東上野、野中）が前橋市へ編入[4]。
- 1957年（昭和32年）
  - 1月20日 - 荒砥村と合併し城南村を新設[4]。この際、駒形の一部が東駒形となる。

## 行政

### 村長
| 氏名               | 就任                       | 退任                       | 生年月日                   | 没年月日                  | 備考                           |
| ------------------ | -------------------------- | -------------------------- | -------------------------- | ------------------------- | ------------------------------ |
| 女屋弥吉           | 明治22年（1889年）5月22日  | 明治26年（1893年）5月31日  | 弘化2年（1845年）10月5日   | 明治40年（1907年）11月    |                                |
| 下田貞吉           | 明治26年（1893年）6月7日   | 明治29年（1896年）10月27日 | 万延元年（1860年）10月19日 | 大正15年（1926年）8月12日 | 県会議員。                     |
| 小屋右兵衛         | 明治29年（1896年）11月11日 | 明治37年（1904年）11月10日 | 安政6年（1859年）12月25日  | 昭和22年（1947年）1月     | 勲八等瑞宝章。大塚保治の実兄。 |
| 清水忠次郎         | 明治37年（1904年）11月12日 | 明治42年（1909年）11月11日 | 慶応3年（1867年）1月2日    | 昭和17年（1942年）1月5日  |                                |
| 板垣常三郎         | 明治43年（1910年）2月16日  | 大正4年（1915年）12月15日  | 文久3年（1862年）10月20日  | 昭和6年（1931年）11月12日 | 勲八等瑞宝章。                 |
| 星野磯吉           | 大正4年（1915年）12月24日  | 大正5年（1916年）9月5日    | 明治8年（1875年）12月5日   | 昭和12年（1937年）        |                                |
| 清水忠次郎         | 大正5年（1916年）9月20日   | 昭和9年（1934年）2月28日   | 慶応3年（1867年）1月2日    | 昭和17年（1942年）1月5日  |                                |
| 中村繁太郎         | 昭和9年（1934年）3月14日   | 昭和15年（1940年）1月15日  | 明治10年（1877年）6月21日  | 昭和35年（1960年）        |                                |
| 深谷谷吉           | 昭和15年（1940年）4月9日   | 昭和21年（1946年）11月30日 | 明治13年（1880年）1月4日   | 昭和33年（1958年）        | 公職追放。                     |
| 北爪喜太郎         | 昭和22年（1947年）4月9日   | 昭和29年（1954年）8月19日  | 明治22年（1889年）7月27日  | 昭和49年（1974年）        |                                |
| 馬場久三郎（裕次） | 昭和29年（1954年）9月5日   | 昭和32年（1957年）1月19日  | 明治41年（1908年）9月24日  | 昭和63年（1988年）12月3日 | 前橋市に合併。                 |

### 役場
明治42年 - 勢多郡木瀬村大字小屋原（現・JA前橋市木瀬支所小屋原出張所）

## 人物
- 関口長左衛門 - 大島梨の創始者。
- 関口安太郎 - 衆議院議員。
- 大塚保治 - 美学者、東京帝国大学教授。
- 小島源三郎 - 秋田県知事、静岡市長。

- 石井繁丸 - 前橋市長。

## 地域

### 村内の大字
- 笂井
- 小屋原
- 上増田
- 下増田
- 下長磯町
- 小島田
- 駒形
- 下大島
- 野中
- 東上野
- 上長磯
- 女屋
- 上大島
- 天川大島

### 教育

#### 中学校
- 木瀬村立木瀬中学校（現：前橋市立木瀬中学校）

#### 小学校
- 木瀬村立永明小学校（現：前橋市立永明小学校）
- 木瀬村立東小学校（現：前橋市立笂井小学校）
- 木瀬村立駒形小学校（現：前橋市立駒形小学校）

## 交通

### 鉄道
- 両毛線：下増田駅 - 駒形駅